# Равний Дабар
44°34′ пн. ш. 15°07′ сх. д. / 44.56° пн. ш. 15.12° сх. д.
Равний Дабар (хорв. Ravni Dabar) — населений пункт у Хорватії, в Лицько-Сенській жупанії у складі громади Карлобаг.

## Населення
Населення за даними перепису 2011 року становило 0 осіб.
Динаміка чисельності населення поселення:

## Клімат
Середня річна температура становить 7,64 °C, середня максимальна – 19,40 °C, а середня мінімальна – -4,87 °C. Середня річна кількість опадів – 1413 мм.
| Клімат поселення                              | Клімат поселення | Клімат поселення | Клімат поселення | Клімат поселення | Клімат поселення | Клімат поселення | Клімат поселення | Клімат поселення | Клімат поселення | Клімат поселення | Клімат поселення | Клімат поселення | Клімат поселення |
| Показник                                      | Січ.             | Лют.             | Бер.             | Квіт.            | Трав.            | Черв.            | Лип.             | Серп.            | Вер.             | Жовт.            | Лист.            | Груд.            |                  |
| Середній максимум, °C                         | 5,40             | 5,16             | 6,90             | 10,69            | 15,52            | 19,16            | 19,40            | 19,40            | 15,41            | 11,52            | 6,80             | 4,74             |                  |
| Середня температура, °C                       | 0,38             | 0,14             | 1,89             | 5,66             | 10,50            | 14,14            | 16,35            | 16,32            | 12,35            | 8,47             | 3,75             | 1,67             |                  |
| Середній мінімум, °C                          | −4,65            | −4,87            | −3,13            | 0,64             | 5,49             | 9,12             | 13,29            | 13,27            | 9,28             | 5,42             | 0,68             | −1,39            |                  |
| Норма опадів, мм                              | 105              | 106              | 109              | 118              | 102              | 102              | 61               | 86               | 135              | 159              | 182              | 148              |                  |
| Середньомісячна швидкість вітру, м/с          | 4.17             | 4.26             | 4.16             | 3.80             | 3.44             | 3.22             | 3.11             | 3.08             | 3.49             | 3.91             | 4.45             | 4.59             |                  |
| Середньомісячна сонячна радіація, кДж/м²·день | 4710             | 7364             | 10757            | 15282            | 19340            | 21215            | 23040            | 19898            | 14603            | 9525             | 5080             | 3919             |                  |
| --------------------------------------------- | ---------------- | ---------------- | ---------------- | ---------------- | ---------------- | ---------------- | ---------------- | ---------------- | ---------------- | ---------------- | ---------------- | ---------------- | ---------------- |
| Джерело:                                      |                  |                  |                  |                  |                  |                  |                  |                  |                  |                  |                  |                  |                  |